# Liste des choix de repêchages des Bruins de Boston
Cette liste contient tous les joueurs de hockey sur glace ayant été repêchés par les Bruins de Boston, franchise de la Ligue nationale de hockey. Les joueurs listés ci-dessus n'ont pas obligatoirement joué un match sous le maillot de l'équipe.
Elle regroupe les joueurs depuis le Repêchage de 1963 organisé par la LNH en 1962-1963, jusqu’à aujourd’hui. Il s’agit du premier repêchage de l’histoire de la LNH,. Les joueurs sont classés par année de repêchage. Les deux premières colonnes donnent le rang et le tour duquel le joueur a été repêché suivis de son nom, de sa nationalité et de sa position de jeu.

## Les repêchages amateurs

### 1963
| No | Tour | Nom             | Nationalité | Position      |
| -- | ---- | --------------- | ----------- | ------------- |
| 3  | 1er  | Orest Romashyna | Allemagne   | Ailier gauche |
| 9  | 2e   | Terrance Lane   | Canada      | Centre        |
| 14 | 3e   | Roger Bamburak  | Canada      | Ailier droit  |
| 19 | 4e   | Jim Blair       | Canada      | Centre        |

### 1964
| No | Tour | Nom            | Nationalité | Position       |
| -- | ---- | -------------- | ----------- | -------------- |
| 2  | 1er  | Alex Campbell  | Canada      | Ailier droit   |
| 8  | 2e   | Jim Booth      | Canada      | Centre         |
| 14 | 3e   | Ken Dryden     | Canada      | Gardien de but |
| 20 | 4e   | Blair Allister | Canada      | Attaquant      |

### 1965
| No | Tour | Nom         | Nationalité | Position  |
| -- | ---- | ----------- | ----------- | --------- |
| 4  | 1er  | Joe Bailey  | Canada      | Défenseur |
| 9  | 2e   | Bill Ramsay | Canada      | Défenseur |

### 1966
| No | Tour | Nom           | Nationalité | Position      |
| -- | ---- | ------------- | ----------- | ------------- |
| 1  | 1er  | Barry Gibbs   | Canada      | Défenseur     |
| 7  | 2e   | Rick Smith    | Canada      | Défenseur     |
| 13 | 3e   | Garnet Bailey | Canada      | Ailier gauche |
| 19 | 4e   | Tom Webster   | Canada      | Ailier droit  |

### 1967
| No | Tour | Nom           | Nationalité | Position     |
| -- | ---- | ------------- | ----------- | ------------ |
| 10 | 1er  | Meehan Bonnar | Canada      | Ailier droit |

### 1968
| No | Tour | Nom            | Nationalité | Position      |
| -- | ---- | -------------- | ----------- | ------------- |
| 12 | 1er  | Danny Schock   | Canada      | Ailier gauche |
| 18 | 2e   | Fraser Rice    | Canada      | Centre        |
| 24 | 3e   | Brian St. John | Canada      | Centre        |

### 1969
| No | Tour | Nom              | Nationalité | Position      |
| -- | ---- | ---------------- | ----------- | ------------- |
| 3  | 1er  | Don Tannahill    | Canada      | Ailier gauche |
| 4  | 1er  | Frank Spring     | Canada      | Ailier droit  |
| 11 | 1er  | Ivan Boldirev    | Yougoslavie | Centre        |
| 22 | 2e   | Arthur Quoquochi | Canada      | Centre        |
| 34 | 3e   | Nels Jacobson    | États-Unis  | Ailier gauche |
| 46 | 4e   | Ron Fairbrother  | Canada      | Ailier gauche |
| 58 | 5e   | Jeremy Wright    | Canada      | Centre        |
| 69 | 6e   | Jim Jones        | Canada      | Défenseur     |

### 1970
| No | Tour | Nom             | Nationalité | Position       |
| -- | ---- | --------------- | ----------- | -------------- |
| 3  | 1er  | Reggie Leach    | Canada      | Ailier droit   |
| 4  | 1er  | Rick MacLeish   | Canada      | Centre         |
| 9  | 1er  | Ron Plumb       | Canada      | Défenseur      |
| 13 | 1er  | Bob Stewart     | Canada      | Défenseur      |
| 27 | 2e   | Daniel Bouchard | Canada      | Gardien de but |
| 41 | 3e   | Ray Brownlee    | Canada      | Ailier gauche  |
| 55 | 4e   | Gord Davies     | Canada      | Ailier gauche  |
| 69 | 5e   | Bob Roselle     | Canada      | Centre         |
| 83 | 6e   | Murray Wing     | Canada      | Défenseur      |
| 96 | 7e   | Glenn Siddall   | Canada      | Ailier gauche  |

### 1971
| No | Tour | Nom            | Nationalité | Position       |
| -- | ---- | -------------- | ----------- | -------------- |
| 6  | 1er  | Ron Jones      | Canada      | Défenseur      |
| 14 | 1er  | Terry O'Reilly | Canada      | Ailier droit   |
| 28 | 2e   | Curt Ridley    | États-Unis  | Gardien de but |
| 42 | 3e   | Dave Bonter    | Canada      | Ailier gauche  |
| 56 | 4e   | Dave Hynes     | États-Unis  | Ailier gauche  |
| 70 | 5e   | Bert Scott     | Canada      | Centre         |
| 82 | 6e   | Bob McMahon    | Canada      | Défenseur      |

### 1972
| No  | Tour | Nom             | Nationalité | Position      |
| --- | ---- | --------------- | ----------- | ------------- |
| 16  | 1er  | Mike Bloom      | Canada      | Ailier gauche |
| 32  | 2e   | Wayne Elder     | Canada      | Défenseur     |
| 48  | 3e   | Michel Boudreau | Canada      | Centre        |
| 64  | 4e   | Les Jackson     | Canada      | Ailier gauche |
| 80  | 5e   | Brian Coates    | Canada      | Ailier gauche |
| 96  | 6e   | Peter Gaw       | Canada      | Ailier droit  |
| 112 | 7e   | Gordie Clark    | Écosse      | Ailier droit  |
| 128 | 8e   | Roy Carmichael  | Canada      | Défenseur     |

### 1973
| No  | Tour | Nom                    | Nationalité | Position       |
| --- | ---- | ---------------------- | ----------- | -------------- |
| 6   | 1er  | André Savard           | Canada      | Centre         |
| 31  | 2e   | Jimmy Jones            | Canada      | Ailier droit   |
| 36  | 3e   | Doug Gibson            | Canada      | Centre         |
| 47  | 3e   | Al Sims                | Canada      | Défenseur      |
| 63  | 4e   | Steve Langdon          | Canada      | Ailier droit   |
| 79  | 5e   | Peter Crosbie          | Canada      | Gardien de but |
| 95  | 6e   | Jean-Pierre Bourgouyne | Canada      | Défenseur      |
| 111 | 7e   | Walter Johnson         | États-Unis  | Ailier droit   |
| 127 | 8e   | Virgil Gates           | Canada      | Défenseur      |
| 142 | 9e   | Jim Pettie             | Canada      | Gardien de but |
| 157 | 10e  | Yvon Bouillon          | Canada      | Centre         |

### 1974
| No  | Tour | Nom              | Nationalité | Position       |
| --- | ---- | ---------------- | ----------- | -------------- |
| 18  | 1er  | Don Larway       | Canada      | Ailier droit   |
| 25  | 2e   | Mark Howe        | États-Unis  | Défenseur      |
| 36  | 2e   | Peter Sturgeon   | Canada      | Ailier gauche  |
| 54  | 3e   | Tom Edur         | Canada      | Défenseur      |
| 72  | 4e   | Bill Reed        | Canada      | Défenseur      |
| 90  | 5e   | Jamie Bateman    | Canada      | Ailier gauche  |
| 108 | 6e   | Bill Best        | Canada      | Ailier gauche  |
| 126 | 7e   | Ray Maluta       | Canada      | Défenseur      |
| 143 | 8e   | Daryl Drader     | Canada      | Ailier gauche  |
| 160 | 9e   | Peter Roberts    | États-Unis  | Centre         |
| 175 | 10e  | Peter Waselovich | États-Unis  | Gardien de but |

### 1975
| No  | Tour | Nom           | Nationalité | Position       |
| --- | ---- | ------------- | ----------- | -------------- |
| 14  | 1er  | Doug Halward  | Canada      | Défenseur      |
| 32  | 2e   | Barry Smith   | Canada      | Centre         |
| 60  | 4e   | Rick Adduono  | Canada      | Centre         |
| 68  | 4e   | Denis Daigle  | Canada      | Ailier gauche  |
| 86  | 5e   | Stan Jonathan | Canada      | Ailier gauche  |
| 104 | 6e   | Matti Hagman  | Finlande    | Centre         |
| 122 | 7e   | Gary Carr     | Canada      | Gardien de but |
| 140 | 8e   | Bo Berglund   | Suède       | Ailier gauche  |
| 156 | 9e   | Joe Rando     | États-Unis  | Défenseur      |
| 171 | 10e  | Kevin Nugent  | États-Unis  | Ailier droit   |

### 1976
| No  | Tour | Nom             | Nationalité | Position      |
| --- | ---- | --------------- | ----------- | ------------- |
| 16  | 1er  | Clayton Pachal  | Canada      | Centre        |
| 34  | 2e   | Lorry Gloeckner | Canada      | Défenseur     |
| 70  | 4e   | Robert Miller   | États-Unis  | Centre        |
| 88  | 5e   | Pete Vandemark  | Canada      | Ailier gauche |
| 106 | 6e   | Ted Olson       | Canada      | Ailier gauche |

### 1977
| No  | Tour | Nom            | Nationalité | Position       |
| --- | ---- | -------------- | ----------- | -------------- |
| 16  | 1er  | Dwight Foster  | Canada      | Ailier droit   |
| 34  | 2e   | Dave Parro     | Canada      | Gardien de but |
| 52  | 3e   | Mike Forbes    | Canada      | Défenseur      |
| 70  | 4e   | Brian McGregor | Canada      | Centre         |
| 88  | 5e   | Doug Butler    | États-Unis  | Défenseur      |
| 106 | 6e   | Keith Johnson  | Canada      | Défenseur      |
| 122 | 7e   | Ralph Cox      | États-Unis  | Ailier droit   |
| 138 | 8e   | Mario Claude   | Canada      | Défenseur      |

### 1978
| No  | Tour | Nom             | Nationalité | Position       |
| --- | ---- | --------------- | ----------- | -------------- |
| 16  | 1er  | Al Secord       | Canada      | Ailier gauche  |
| 35  | 2e   | Graeme Nicolson | Canada      | Défenseur      |
| 52  | 3e   | Brad Knelson    | Canada      | Défenseur      |
| 68  | 4e   | George Buat     | Canada      | Ailier droit   |
| 85  | 5e   | Darryl McLeod   | États-Unis  | Ailier gauche  |
| 102 | 6e   | Jeff Brubaker   | États-Unis  | Ailier gauche  |
| 119 | 7e   | Murray Skinner  | Canada      | Gardien de but |
| 136 | 8e   | Bobby Hehir     | États-Unis  | Centre         |
| 153 | 9e   | Craig MacTavish | États-Unis  | Centre         |

## Les repêchages d'entrée
| Sommaire |
| Repêchages amateurs : 1963 \| 1964 \| 1965 \| 1966 \| 1967 \| 1968 \| 1969 \| 1970 \| 1971 \| 1972 \| 1973 \| 1974 \|1975 \| 1976 \| 1977 \| 1978 |
| Repêchages d'entrée : 1979 \| 1980 \| 1981 \| 1982 \| 1983 \| 1984 \| 1985 \| 1986 \| 1987 \| 1988 1989 \| 1990 \| 1991 \| 1992 \| 1993 \| 1994 \| 1995 \| 1996 \| 1997 \| 1998 1999 \| 2000 \| 2001 \| 2002 \| 2003 \| 2004 \| 2005 \| 2006 \| 2007 \| 2008 2009 \| 2010 \| 2011 \| 2012 \| 2013 \| 2014 \| 2015 \| 2016 \| 2017 \| 2018 2019 \| 2020 \| 2021 |
| Références |

### 1979
| No  | Tour | Nom               | Nationalité | Position       |
| --- | ---- | ----------------- | ----------- | -------------- |
| 8   | 1er  | Raymond Bourque   | Canada      | Défenseur      |
| 15  | 1er  | Brad McCrimmon    | Canada      | Défenseur      |
| 36  | 2e   | Doug Morrison     | Canada      | Ailier droit   |
| 57  | 3e   | Keith Crowder     | Canada      | Ailier droit   |
| 78  | 4e   | Larry Melnyk      | Canada      | Défenseur      |
| 99  | 5e   | Marco Baron       | Canada      | Gardien de but |
| 120 | 6e   | Mike Krushelnyski | Canada      | Centre         |

### 1980
| No  | Tour | Nom              | Nationalité | Position       |
| --- | ---- | ---------------- | ----------- | -------------- |
| 18  | 1er  | Barry Pederson   | Canada      | Centre         |
| 60  | 3e   | Tom Fergus       | États-Unis  | Centre         |
| 81  | 4e   | Steve Kasper     | Canada      | Centre         |
| 102 | 5e   | Randy Hillier    | Canada      | Défenseur      |
| 123 | 6e   | Steve Lyons      | États-Unis  | Ailier gauche  |
| 144 | 7e   | Anthony McMurchy | Canada      | Centre         |
| 165 | 8e   | Mike Moffat      | Canada      | Gardien de but |
| 186 | 9e   | Michael Thelvén  | Suède       | Défenseur      |
| 207 | 10e  | Jens Öhling      | Suède       | Ailier gauche  |

### 1981
| No  | Tour | Nom              | Nationalité | Position       |
| --- | ---- | ---------------- | ----------- | -------------- |
| 14  | 1er  | Normand Léveillé | Canada      | Ailier gauche  |
| 35  | 2e   | Luc Dufour       | Canada      | Ailier gauche  |
| 77  | 4e   | Scott McLellan   | Canada      | Ailier droit   |
| 98  | 5e   | Joe Mantione     | Canada      | Gardien de but |
| 119 | 6e   | Bruce Milton     | États-Unis  | Défenseur      |
| 140 | 7e   | Mats Thelin      | Suède       | Défenseur      |
| 161 | 8e   | Armel Parisée    | Canada      | Défenseur      |
| 182 | 9e   | Don Sylvestri    | Canada      | Gardien de but |
| 203 | 10e  | Richard Bourque  | Canada      | Ailier gauche  |

### 1982
| No  | Tour | Nom               | Nationalité | Position       |
| --- | ---- | ----------------- | ----------- | -------------- |
| 1   | 1er  | Gord Kluzak       | Canada      | Défenseur      |
| 22  | 2e   | Brian Curran      | Canada      | Défenseur      |
| 39  | 2e   | Lyndon Byers      | Canada      | Ailier droit   |
| 60  | 3e   | Dave Reid         | Canada      | Ailier gauche  |
| 102 | 5e   | Bob Nicholson     | Canada      | Défenseur      |
| 123 | 6e   | Bob Sweeney       | États-Unis  | Centre         |
| 144 | 7e   | John Meulenbroeks | Canada      | Défenseur      |
| 165 | 8e   | Tony Fiore        | Canada      | Centre         |
| 186 | 9e   | Doug Kostynski    | Canada      | Centre         |
| 207 | 10e  | Tony Gilliard     | Canada      | Ailier gauche  |
| 228 | 11e  | Tommy Lehman      | Suède       | Centre         |
| 249 | 12e  | Bruno Campese     | Canada      | Gardien de but |

### 1983
| No  | Tour | Nom              | Nationalité | Position       |
| --- | ---- | ---------------- | ----------- | -------------- |
| 21  | 1er  | Nevin Markwart   | Canada      | Ailier gauche  |
| 42  | 2e   | Greg Johnston    | Canada      | Ailier droit   |
| 62  | 3e   | Greg Puhalski    | Canada      | Ailier gauche  |
| 82  | 4e   | Allan LaRochelle | Canada      | Gardien de but |
| 102 | 5e   | Allen Pedersen   | Canada      | Défenseur      |
| 122 | 6e   | Terry Taillefer  | Canada      | Gardien de but |
| 142 | 7e   | Ian Armstrong    | Canada      | Défenseur      |
| 162 | 8e   | François Olivier | Canada      | Ailier gauche  |
| 182 | 9e   | Harri Laurila    | Finlande    | Défenseur      |
| 202 | 10e  | Paul Fitzsimmons | États-Unis  | Défenseur      |
| 222 | 11e  | Norm Foster      | Canada      | Gardien de but |
| 242 | 12e  | Greg Murphy      | États-Unis  | Défenseur      |

### 1984
| No  | Tour | Nom             | Nationalité | Position       |
| --- | ---- | --------------- | ----------- | -------------- |
| 19  | 1er  | Dave Pasin      | Canada      | Ailier droit   |
| 40  | 2e   | Ray Podloski    | Canada      | Centre         |
| 61  | 3e   | Jeff Cornelius  | Canada      | Défenseur      |
| 82  | 4e   | Robert Joyce    | Canada      | Ailier gauche  |
| 103 | 5e   | Mike Bishop     | Canada      | Gardien de but |
| 124 | 6e   | Randy Oswald    | Canada      | Défenseur      |
| 145 | 7e   | Mark Thietke    | Canada      | Centre         |
| 166 | 8e   | Don Sweeney     | Canada      | Défenseur      |
| 186 | 9e   | Kevin Heffernan | États-Unis  | Centre         |
| 206 | 10e  | John Urbanic    | Canada      | Ailier gauche  |
| 227 | 11e  | Bill Kopecky    | États-Unis  | Centre         |
| 248 | 12e  | Jim Newhouse    | États-Unis  | Ailier gauche  |

### 1985
| No  | Tour | Nom              | Nationalité | Position       |
| --- | ---- | ---------------- | ----------- | -------------- |
| 31  | 2e   | Alain Côté       | Canada      | Défenseur      |
| 52  | 3e   | Bill Ranford     | Canada      | Gardien de but |
| 73  | 4e   | Jamie Kelly      | États-Unis  | Ailier droit   |
| 94  | 5e   | Steve Moore      | Canada      | Défenseur      |
| 115 | 6e   | Gordon Hynes     | Canada      | Défenseur      |
| 136 | 7e   | Per Martinelle   | Suède       | Ailier droit   |
| 157 | 8e   | Randy Burridge   | Canada      | Ailier gauche  |
| 178 | 9e   | Gord Cruickshank | Canada      | Centre         |
| 199 | 10e  | Dave Buda        | Canada      | Ailier droit   |
| 210 | 10e  | Bob Beers        | États-Unis  | Défenseur      |
| 220 | 11e  | John Byce        | États-Unis  | Ailier droit   |
| 241 | 12e  | Marc West        | Canada      | Centre         |

### 1986
| No  | Tour | Nom               | Nationalité | Position       |
| --- | ---- | ----------------- | ----------- | -------------- |
| 13  | 1er  | Craig Janney      | États-Unis  | Centre         |
| 34  | 2e   | Pekka Tirkkonen   | Finlande    | Centre         |
| 76  | 4e   | Dean Hall         | Canada      | Centre         |
| 97  | 5e   | Matt Pesklewis    | Canada      | Ailier gauche  |
| 118 | 6e   | Garth Premak      | Canada      | Défenseur      |
| 139 | 7e   | Paul Beraldo      | Canada      | Centre         |
| 160 | 8e   | Brian Ferreira    | États-Unis  | Centre         |
| 181 | 9e   | Jeff Flaherty     | États-Unis  | Ailier droit   |
| 202 | 10e  | Greg Hawgood      | Canada      | Défenseur      |
| 223 | 11e  | Staffan Malmqvist | Suède       | Ailier gauche  |
| 244 | 12e  | Joel Gardner      | Canada      | Centre         |
| 1   | R.S  | Chris Olson       | États-Unis  | Gardien de but |

### 1987
| No  | Tour | Nom              | Nationalité | Position       |
| --- | ---- | ---------------- | ----------- | -------------- |
| 3   | 1er  | Glen Wesley      | Canada      | Défenseur      |
| 14  | 1er  | Stéphane Quintal | Canada      | Défenseur      |
| 56  | 3e   | Todd Lalonde     | Canada      | Ailier droit   |
| 67  | 4e   | Darwin McPherson | Canada      | Défenseur      |
| 77  | 4e   | Matt Delguidice  | États-Unis  | Gardien de but |
| 98  | 5e   | Ted Donato       | États-Unis  | Ailier gauche  |
| 119 | 6e   | Matt Glennon     | États-Unis  | Ailier gauche  |
| 140 | 7e   | Rob Cheevers     | États-Unis  | Centre         |
| 161 | 8e   | Chris Winnes     | États-Unis  | Ailier droit   |
| 182 | 9e   | Paul Ohman       | États-Unis  | Défenseur      |
| 203 | 10e  | Casey Jones      | Canada      | Centre         |
| 224 | 11e  | Éric Lemarque    | États-Unis  | Centre         |
| 245 | 12e  | Sean Gorman      | États-Unis  | Défenseur      |
| 1   | R.S  | Mike Jeffrey     | Canada      | Gardien de but |

### 1988
| No  | Tour | Nom            | Nationalité | Position       |
| --- | ---- | -------------- | ----------- | -------------- |
| 18  | 1er  | Robert Cimetta | Canada      | Ailier gauche  |
| 60  | 3e   | Stephen Heinze | États-Unis  | Ailier droit   |
| 81  | 4e   | Joé Juneau     | Canada      | Centre         |
| 102 | 5e   | Dan Murphy     | États-Unis  | Défenseur      |
| 123 | 6e   | Derek Geary    | États-Unis  | Ailier droit   |
| 165 | 8e   | Mark Krys      | Canada      | Défenseur      |
| 186 | 9e   | Jon Rohloff    | États-Unis  | Défenseur      |
| 228 | 11e  | Eric Reisman   | États-Unis  | Défenseur      |
| 249 | 12e  | Doug Jones     | États-Unis  | Défenseur      |
| 23  | R.S  | Chris Harvey   | États-Unis  | Gardien de but |

### 1989
| No  | Tour | Nom              | Nationalité | Position       |
| --- | ---- | ---------------- | ----------- | -------------- |
| 17  | 1er  | Shayne Stevenson | Canada      | Ailier droit   |
| 38  | 2e   | Mike Parson      | Canada      | Gardien de but |
| 57  | 3e   | Wes Walz         | Canada      | Centre         |
| 80  | 4e   | Jackson Penney   | Canada      | Ailier gauche  |
| 101 | 5e   | Mark Montanari   | Canada      | Centre         |
| 122 | 6e   | Steven Foster    | États-Unis  | Ailier gauche  |
| 143 | 7e   | Oto Haščák       | Slovaquie   | Centre         |
| 164 | 8e   | Rick Allain      | Canada      | Défenseur      |
| 185 | 9e   | James Lavish     | États-Unis  | Ailier droit   |
| 206 | 10e  | Geoff Simpson    | Canada      | Défenseur      |
| 227 | 11e  | David Franzosa   | États-Unis  | Défenseur      |
| 22  | R.S  | Jeff Schulman    | États-Unis  | Défenseur      |

### 1990
| No  | Tour | Nom              | Nationalité | Position       |
| --- | ---- | ---------------- | ----------- | -------------- |
| 21  | 1er  | Bryan Smolinski  | États-Unis  | Centre         |
| 63  | 3e   | Cam Stewart      | Canada      | Ailier gauche  |
| 84  | 4e   | Jerome Buckley   | États-Unis  | Ailier droit   |
| 105 | 5e   | Mike Bales       | Canada      | Gardien de but |
| 126 | 6e   | Mark Woolf       | Canada      | Ailier droit   |
| 147 | 7e   | James Mackey     | États-Unis  | Défenseur      |
| 168 | 8e   | John Gruden      | États-Unis  | Défenseur      |
| 189 | 9e   | Darren Wetherill | Canada      | Défenseur      |
| 210 | 10e  | Dean Capuano     | États-Unis  | Défenseur      |
| 231 | 11e  | Andy Bezeau      | Canada      | Ailier gauche  |
| 252 | 12e  | Ted Miskolczi    | Canada      | Ailier droit   |
| 25  | R.S  | Howie Rosenblatt | États-Unis  | Ailier droit   |

### 1991
| No  | Tour | Nom                | Nationalité | Position       |
| --- | ---- | ------------------ | ----------- | -------------- |
| 18  | 1er  | Glen Murray        | Canada      | Ailier droit   |
| 40  | 2e   | Jozef Stümpel      | Slovaquie   | Ailier gauche  |
| 62  | 3e   | Marcel Cousineau   | Canada      | Gardien de but |
| 84  | 4e   | Bradley Tiley      | Canada      | Défenseur      |
| 106 | 5e   | Mariusz Czerkawski | Pologne     | Ailier droit   |
| 150 | 7e   | Gary Golczewski    | États-Unis  | Ailier gauche  |
| 172 | 8e   | John Moser         | États-Unis  | Défenseur      |
| 194 | 9e   | Daniel Hodge       | États-Unis  | Défenseur      |
| 216 | 10e  | Steve Norton       | Canada      | Défenseur      |
| 238 | 11e  | Steve Lombardi     | États-Unis  | Centre         |
| 260 | 12e  | Torsten Kienass    | Allemagne   | Défenseur      |
| 24  | R.S  | Peter Allen        | Canada      | Défenseur      |

### 1992
| No  | Tour | Nom                   | Nationalité     | Position       |
| --- | ---- | --------------------- | --------------- | -------------- |
| 16  | 1er  | Dmitri Kvartalnov     | Russie          | Ailier gauche  |
| 55  | 3e   | Sergejs Žoltoks       | Lettonie        | Centre         |
| 112 | 5e   | Scott Bailey          | Canada          | Gardien de but |
| 133 | 6e   | Jiří Dopita           | Tchécoslovaquie | Centre         |
| 136 | 6e   | Grigorijs Panteļejevs | Lettonie        | Ailier gauche  |
| 184 | 8e   | Kurt Seher            | Canada          | Défenseur      |
| 208 | 9e   | Mattias Timander      | Suède           | Défenseur      |
| 232 | 10e  | Chris Crombie         | Canada          | Ailier gauche  |
| 256 | 11e  | Denis Tcherviakov     | Russie          | Défenseur      |
| 257 | 11e  | Yevgeni Pavlov        | Russie          | Ailier droit   |

### 1993
| No  | Tour | Nom               | Nationalité | Position       |
| --- | ---- | ----------------- | ----------- | -------------- |
| 25  | 1er  | Kevyn Adams       | États-Unis  | Centre         |
| 51  | 2e   | Matt Alvey        | États-Unis  | Ailier droit   |
| 88  | 4e   | Charles Paquette  | Canada      | Défenseur      |
| 103 | 4e   | Shawn Bates       | États-Unis  | Centre         |
| 129 | 5e   | Andreï Sapojnikov | Russie      | Défenseur      |
| 155 | 6e   | Milt Mastad       | Canada      | Défenseur      |
| 181 | 7e   | Ryan Golden       | États-Unis  | Centre         |
| 207 | 8e   | Hal Gill          | États-Unis  | Défenseur      |
| 233 | 9e   | Joel Prpic        | Canada      | Centre         |
| 259 | 10e  | Joakim Persson    | Suède       | Gardien de but |

### 1994
| No  | Tour | Nom                  | Nationalité | Position       |
| --- | ---- | -------------------- | ----------- | -------------- |
| 21  | 1er  | Ievgueni Riabtchikov | Russie      | Gardien de but |
| 47  | 2e   | Daniel Goneau        | Canada      | Ailier gauche  |
| 99  | 4e   | Eric Nickulas        | États-Unis  | Ailier droit   |
| 125 | 5e   | Darren Wright        | Canada      | Défenseur      |
| 151 | 6e   | André Roy            | Canada      | Ailier droit   |
| 177 | 7e   | Jeremy Schaefer      | Canada      | Ailier gauche  |
| 229 | 9e   | John Grahame         | États-Unis  | Gardien de but |
| 255 | 10e  | Neil Savary          | Canada      | Gardien de but |
| 281 | 11e  | Andreï Iakhanov      | Russie      | Défenseur      |

### 1995
| No  | Tour | Nom                | Nationalité | Position       |
| --- | ---- | ------------------ | ----------- | -------------- |
| 9   | 1er  | Kyle McLaren       | Canada      | Défenseur      |
| 21  | 1er  | Sean Brown         | Canada      | Défenseur      |
| 47  | 2e   | Paxton Schafer     | Canada      | Gardien de but |
| 73  | 3e   | Bill McCauley      | États-Unis  | Centre         |
| 99  | 4e   | Cameron Mann       | Canada      | Ailier droit   |
| 151 | 6e   | Evgeny Shaldybin   | Russie      | Défenseur      |
| 177 | 7e   | Per Johan Axelsson | Suède       | Ailier gauche  |
| 203 | 8e   | Sergei Zhukov      | Russie      | Défenseur      |
| 229 | 9e   | Jonathan Murphy    | Canada      | Défenseur      |

### 1996
| No  | Tour | Nom               | Nationalité | Position      |
| --- | ---- | ----------------- | ----------- | ------------- |
| 8   | 1er  | Johnathan Aitken  | Canada      | Défenseur     |
| 45  | 2e   | Henry Kuster      | Canada      | Ailier droit  |
| 53  | 3e   | Éric Naud         | Canada      | Ailier gauche |
| 80  | 3e   | Jason Doyle       | Canada      | Ailier droit  |
| 100 | 4e   | Trent Whitfield   | Canada      | Centre        |
| 132 | 5e   | Elias Abrahamsson | Suède       | Défenseur     |
| 155 | 6e   | Chris Lane        | Canada      | Défenseur     |
| 182 | 7e   | Tom Brown         | Canada      | Défenseur     |
| 208 | 8e   | Bob Prier         | Canada      | Ailier droit  |
| 234 | 9e   | Anders Söderberg  | Suède       | Ailier gauche |

### 1997
| No  | Tour | Nom             | Nationalité | Position      |
| --- | ---- | --------------- | ----------- | ------------- |
| 1   | 1er  | Joe Thornton    | Canada      | Centre        |
| 8   | 1er  | Sergei Samsonov | Russie      | Ailier gauche |
| 27  | 2e   | Ben Clymer      | États-Unis  | Ailier droit  |
| 54  | 3e   | Mattias Karlin  | Suède       | Centre        |
| 63  | 3e   | Lee Goren       | États-Unis  | Ailier droit  |
| 81  | 4e   | Karol Bartanus  | Slovaquie   | Ailier droit  |
| 135 | 6e   | Denis Timofeyev | Russie      | Défenseur     |
| 162 | 7e   | Joel Trottier   | Canada      | Ailier droit  |
| 180 | 7e   | Jim Baxter      | Canada      | Défenseur     |
| 191 | 8e   | Antti Laaksonen | Finlande    | Ailier gauche |
| 218 | 9e   | Éric Van Acker  | Canada      | Défenseur     |
| 246 | 9e   | Jay Henderson   | Canada      | Ailier gauche |

### 1998
| No  | Tour | Nom             | Nationalité | Position       |
| --- | ---- | --------------- | ----------- | -------------- |
| 48  | 2e   | Jonathan Girard | Canada      | Défenseur      |
| 52  | 2e   | Bobby Allen     | États-Unis  | Défenseur      |
| 78  | 3e   | Peter Nordström | Suède       | Ailier droit   |
| 135 | 5e   | Andrew Raycroft | Canada      | Gardien de but |
| 165 | 6e   | Ryan Milanovic  | Canada      | Ailier gauche  |

### 1999
| No  | Tour | Nom              | Nationalité | Position       |
| --- | ---- | ---------------- | ----------- | -------------- |
| 21  | 1er  | Nick Boynton     | Canada      | Défenseur      |
| 56  | 2e   | Matt Zultek      | Canada      | Centre         |
| 89  | 3e   | Kyle Wanvig      | Canada      | Ailier droit   |
| 118 | 4e   | Jaakko Harikkala | Finlande    | Défenseur      |
| 147 | 5e   | Seamus Kotyk     | Canada      | Gardien de but |
| 179 | 6e   | Donald Choukalos | Canada      | Gardien de but |
| 207 | 7e   | Greg Barber      | Canada      | Ailier droit   |
| 236 | 8e   | John Cronin      | États-Unis  | Défenseur      |
| 247 | 9e   | Mikko Eloranta   | Finlande    | Ailier gauche  |
| 264 | 9e   | Georgijs Pujacs  | Lettonie    | Défenseur      |

### 2000
| No  | Tour | Nom               | Nationalité        | Position      |
| --- | ---- | ----------------- | ------------------ | ------------- |
| 7   | 1er  | Lars Jonsson      | Suède              | Défenseur     |
| 27  | 1er  | Martin Samuelsson | Suède              | Ailier gauche |
| 37  | 2e   | Andy Hilbert      | États-Unis         | Centre        |
| 59  | 2e   | Ivan Huml         | République tchèque | Ailier gauche |
| 66  | 3e   | Tuukka Mäkelä     | Finlande           | Défenseur     |
| 73  | 3e   | Sergueï Zinoviev  | Russie             | Ailier droit  |
| 103 | 4e   | Brett Nowak       | États-Unis         | Centre        |
| 174 | 6e   | Jarno Kultanen    | Finlande           | Défenseur     |
| 204 | 7e   | Chris Berti       | Canada             | Centre        |
| 237 | 8e   | Zdeněk Kutlák     | République tchèque | Défenseur     |
| 268 | 9e   | Pavel Kolařík     | République tchèque | Défenseur     |
| 279 | 9e   | Andreas Lindström | Suède              | Ailier gauche |

### 2001
| No  | Tour | Nom              | Nationalité        | Position       |
| --- | ---- | ---------------- | ------------------ | -------------- |
| 19  | 1er  | Shaone Morrisonn | Canada             | Défenseur      |
| 77  | 3e   | Darren McLachlan | Canada             | Ailier gauche  |
| 111 | 4e   | Matti Kaltiainen | Finlande           | Gardien de but |
| 147 | 5e   | Jiri Jakes       | République tchèque | Ailier droit   |
| 179 | 6e   | Andrew Alberts   | États-Unis         | Défenseur      |
| 209 | 7e   | Jordan Sigalet   | Canada             | Gardien de but |
| 241 | 8e   | Milan Jurčina    | Slovaquie          | Défenseur      |
| 282 | 9e   | Marcel Rodman    | Slovénie           | Ailier droit   |

### 2002
| No  | Tour | Nom                | Nationalité        | Position       |
| --- | ---- | ------------------ | ------------------ | -------------- |
| 29  | 1er  | Hannu Toivonen     | Finlande           | Gardien de but |
| 56  | 2e   | Vladislav Yevseyev | Russie             | Ailier gauche  |
| 130 | 4e   | Jan Kubišta        | République tchèque | Ailier droit   |
| 153 | 5e   | Peter Hamerlík     | Slovaquie          | Gardien de but |
| 228 | 7e   | Dmitri Outkine     | Russie             | Ailier gauche  |
| 259 | 8e   | Yan Stastny        | États-Unis         | Centre         |
| 290 | 9e   | Pavel Frolov       | Russie             | Attaquant      |

### 2003
| No  | Tour | Nom              | Nationalité        | Position       |
| --- | ---- | ---------------- | ------------------ | -------------- |
| 21  | 1er  | Mark Stuart      | États-Unis         | Défenseur      |
| 45  | 2e   | Patrice Bergeron | Canada             | Centre         |
| 66  | 2e   | Masi Marjamäki   | Finlande           | Ailier gauche  |
| 107 | 4e   | Byron Bitz       | Canada             | Ailier droit   |
| 118 | 4e   | Frank Rediker    | États-Unis         | Défenseur      |
| 129 | 4e   | Patrik Valčák    | République tchèque | Ailier gauche  |
| 153 | 5e   | Mike Brown       | États-Unis         | Gardien de but |
| 183 | 6e   | Nate Thompson    | États-Unis         | Centre         |
| 247 | 8e   | Benoît Mondou    | Canada             | Centre         |
| 277 | 9e   | Kevin Regan      | États-Unis         | Gardien de but |

### 2004
| No  | Tour | Nom             | Nationalité        | Position      |
| --- | ---- | --------------- | ------------------ | ------------- |
| 63  | 2e   | David Krejčí    | République tchèque | Centre        |
| 64  | 2e   | Mārtiņš Karsums | Lettonie           | Ailier droit  |
| 108 | 4e   | Ashton Rome     | Canada             | Ailier droit  |
| 134 | 5e   | Kris Versteeg   | Canada             | Ailier droit  |
| 160 | 5e   | Ben Walter      | Canada             | Centre        |
| 224 | 7e   | Matt Hunwick    | États-Unis         | Défenseur     |
| 255 | 8e   | Anton Hedman    | Suède              | Ailier gauche |

### 2005
| No  | Tour | Nom              | Nationalité        | Position     |
| --- | ---- | ---------------- | ------------------ | ------------ |
| 22  | 1er  | Matt Lashoff     | États-Unis         | Défenseur    |
| 39  | 2e   | Petr Kalus       | République tchèque | Centre       |
| 83  | 3e   | Mikko Lehtonen   | Finlande           | Ailier droit |
| 100 | 4e   | Jonathan Sigalet | Canada             | Défenseur    |
| 106 | 4e   | Vladimír Sobotka | République tchèque | Centre       |
| 154 | 5e   | Wacey Rabbit     | Canada             | Centre       |
| 172 | 6e   | Lukáš Vantuch    | République tchèque | Centre       |
| 217 | 7e   | Brock Bradford   | Canada             | Centre       |

### 2006
| No  | Tour | Nom               | Nationalité | Position      |
| --- | ---- | ----------------- | ----------- | ------------- |
| 5   | 1er  | Phil Kessel       | États-Unis  | Centre        |
| 37  | 2e   | Iouri Aleksandrov | Russie      | Défenseur     |
| 50  | 2e   | Milan Lucic       | Canada      | Ailier gauche |
| 71  | 3e   | Brad Marchand     | Canada      | Centre        |
| 128 | 5e   | Andrew Bodnarchuk | Canada      | Défenseur     |
| 158 | 6e   | Levi Nelson       | Canada      | Centre        |

### 2007
| No  | Tour | Nom               | Nationalité        | Position     |
| --- | ---- | ----------------- | ------------------ | ------------ |
| 8   | 1er  | Zach Hamill       | Canada             | Centre       |
| 35  | 2e   | Tommy Cross       | États-Unis         | Défenseur    |
| 130 | 5e   | Denis Reul        | Allemagne          | Défenseur    |
| 159 | 6e   | Alain Goulet      | Canada             | Défenseur    |
| 169 | 6e   | Radim Ostrčil     | République tchèque | Défenseur    |
| 189 | 7e   | Jordan Knackstedt | Canada             | Ailier droit |

### 2008
| No  | Tour | Nom                | Nationalité | Position       |
| --- | ---- | ------------------ | ----------- | -------------- |
| 16  | 1er  | Joe Colborne       | Canada      | Centre         |
| 47  | 2e   | Maxime Sauvé       | Canada      | Centre         |
| 77  | 3e   | Michael Hutchinson | Canada      | Gardien de but |
| 97  | 4e   | Jamie Arniel       | Canada      | Centre         |
| 173 | 6e   | Nicolas Tremblay   | Canada      | Centre         |
| 197 | 7e   | Mark Goggin        | États-Unis  | Centre         |

### 2009
| No  | Tour | Nom            | Nationalité | Position      |
| --- | ---- | -------------- | ----------- | ------------- |
| 25  | 1er  | Jordan Caron   | Canada      | Ailier droit  |
| 86  | 3e   | Ryan Button    | Canada      | Défenseur     |
| 112 | 4e   | Lane MacDermid | Canada      | Ailier gauche |
| 176 | 6e   | Tyler Randell  | Canada      | Ailier droit  |
| 206 | 7e   | Ben Sexton     | Canada      | Centre        |

### 2010
| No  | Tour | Nom               | Nationalité | Position       |
| --- | ---- | ----------------- | ----------- | -------------- |
| 2   | 1er  | Tyler Seguin      | Canada      | Centre         |
| 32  | 2e   | Jared Knight      | États-Unis  | Centre         |
| 45  | 2e   | Ryan Spooner      | Canada      | Centre         |
| 97  | 4e   | Craig Cunningham  | Canada      | Ailier gauche  |
| 135 | 5e   | Justin Florek     | États-Unis  | Ailier gauche  |
| 165 | 6e   | Zane McIntyre     | États-Unis  | Gardien de but |
| 195 | 7e   | Maksim Tchoudinov | Russie      | Défenseur      |
| 210 | 7e   | Zach Trotman      | États-Unis  | Défenseur      |

### 2011
| No  | Tour | Nom                     | Nationalité | Position       |
| --- | ---- | ----------------------- | ----------- | -------------- |
| 9   | 1er  | Dougie Hamilton         | Canada      | Défenseur      |
| 40  | 2e   | Aleksandr Khokhlatchiov | Russie      | Centre         |
| 81  | 3e   | Anthony Camara          | Canada      | Ailier gauche  |
| 121 | 4e   | Brian Ferlin            | États-Unis  | Ailier droit   |
| 151 | 5e   | Rob O'Gara              | États-Unis  | Défenseur      |
| 181 | 6e   | Lars Volden             | Norvège     | Gardien de but |

### 2012
| No  | Tour | Nom             | Nationalité | Position       |
| --- | ---- | --------------- | ----------- | -------------- |
| 24  | 1er  | Malcolm Subban  | Canada      | Gardien de but |
| 85  | 3e   | Matt Grzelcyk   | États-Unis  | Défenseur      |
| 131 | 5e   | Seth Griffith   | Canada      | Centre         |
| 145 | 5e   | Cody Payne      | États-Unis  | Ailier droit   |
| 175 | 6e   | Matthew Benning | Canada      | Défenseur      |
| 205 | 7e   | Colton Hargrove | États-Unis  | Ailier gauche  |

### 2013
| No  | Tour | Nom              | Nationalité | Position      |
| --- | ---- | ---------------- | ----------- | ------------- |
| 60  | 2e   | Linus Arnesson   | Suède       | Défenseur     |
| 90  | 3e   | Peter Cehlárik   | Slovaquie   | Ailier gauche |
| 120 | 4e   | Ryan Fitzgerald  | États-Unis  | Centre        |
| 150 | 5e   | Wiley Sherman    | États-Unis  | Défenseur     |
| 180 | 6e   | Anton Blidh      | Suède       | Ailier gauche |
| 210 | 7e   | Mitchell Dempsey | Canada      | Ailier gauche |

### 2014
| No  | Tour | Nom            | Nationalité        | Position      |
| --- | ---- | -------------- | ------------------ | ------------- |
| 25  | 1er  | David Pastrňák | République tchèque | Ailier droit  |
| 56  | 2e   | Ryan Donato    | États-Unis         | Centre        |
| 116 | 4e   | Danton Heinen  | Canada             | Ailier gauche |
| 146 | 5e   | Anderson Bjork | États-Unis         | Ailier gauche |
| 206 | 7e   | Emil Johansson | Suède              | Défenseur     |

### 2015
| No  | Tour | Nom                      | Nationalité        | Position       |
| --- | ---- | ------------------------ | ------------------ | -------------- |
| 13  | 1er  | Jakub Zbořil             | République tchèque | Défenseur      |
| 14  | 1er  | Jake DeBrusk             | Canada             | Ailier gauche  |
| 15  | 1er  | Zachary Senyshyn         | Canada             | Ailier droit   |
| 37  | 2e   | Brandon Carlo            | États-Unis         | Défenseur      |
| 45  | 2e   | Jakob Forsbacka-Karlsson | Suède              | Centre         |
| 52  | 2e   | Jérémy Lauzon            | Canada             | Défenseur      |
| 75  | 3e   | Daniel Vladař            | République tchèque | Gardien de but |
| 105 | 4e   | Jesse Gabrielle          | Canada             | Ailier gauche  |
| 165 | 6e   | Cameron Hughes           | Canada             | Centre         |
| 195 | 7e   | Jack Becker              | États-Unis         | Centre         |

### 2016
| No  | Tour | Nom            | Nationalité | Position      |
| --- | ---- | -------------- | ----------- | ------------- |
| 14  | 1er  | Charlie McAvoy | États-Unis  | Défenseur     |
| 29  | 1er  | Trent Frederic | États-Unis  | Centre        |
| 49  | 2e   | Ryan Lindgren  | États-Unis  | Défenseur     |
| 135 | 5e   | Joona Koppanen | Finlande    | Ailier gauche |
| 136 | 5e   | Cameron Clarke | États-Unis  | Défenseur     |
| 165 | 6e   | Oskar Steen    | Suède       | Centre        |

### 2017
| No  | Tour | Nom              | Nationalité        | Position       |
| --- | ---- | ---------------- | ------------------ | -------------- |
| 18  | 1er  | Urho Vaakanainen | Finlande           | Défenseur      |
| 53  | 2e   | Jack Studnicka   | Canada             | Centre         |
| 111 | 4e   | Jeremy Swayman   | États-Unis         | Gardien de but |
| 173 | 6e   | Cédric Paré      | Canada             | Centre         |
| 195 | 7e   | Victor Berglund  | Suède              | Défenseur      |
| 204 | 7e   | Daniel Bukac     | République tchèque | Défenseur      |

### 2018
| No  | Tour | Nom            | Nationalité        | Position  |
| --- | ---- | -------------- | ------------------ | --------- |
| 57  | 2e   | Axel Andersson | Suède              | Défenseur |
| 77  | 3e   | Jakub Lauko    | République tchèque | Centre    |
| 119 | 4e   | Curtis Hall    | États-Unis         | Centre    |
| 181 | 6e   | Dustyn McFaul  | Canada             | Défenseur |
| 212 | 7e   | Pavel Shen     | Russie             | Centre    |

### 2019
| No  | Tour | Nom              | Nationalité | Position      |
| --- | ---- | ---------------- | ----------- | ------------- |
| 30  | 1er  | John Beecher     | États-Unis  | Centre        |
| 92  | 3e   | Quinn Olson      | Canada      | Ailier gauche |
| 154 | 5e   | Roman Bychkov    | Russie      | Défenseur     |
| 185 | 6e   | Matias Mantykivi | Finlande    | Centre        |
| 192 | 7e   | Jake Schmaltz    | États-Unis  | Ailier gauche |

### 2020
| No  | Tour | Nom                 | Nationalité | Position  |
| --- | ---- | ------------------- | ----------- | --------- |
| 58  | 2e   | Mason Lohrei        | États-Unis  | Défenseur |
| 89  | 3e   | Trevor Kuntar       | États-Unis  | Centre    |
| 151 | 5e   | Mason Langenbrunner | États-Unis  | Défenseur |
| 182 | 6e   | Riley Duran         | États-Unis  | Centre    |

### 2021
| No  | Tour | Nom              | Nationalité | Position       |
| --- | ---- | ---------------- | ----------- | -------------- |
| 21  | 1er  | Fabian Lysell    | Suède       | Ailier droit   |
| 85  | 3e   | Brett Harrison   | Canada      | Centre         |
| 117 | 4e   | Philip Svedeback | Suède       | Gardien de but |
| 149 | 5e   | Oskar Jellvik    | Suède       | Ailier gauche  |
| 181 | 6e   | Ryan Mast        | États-Unis  | Défenseur      |
| 213 | 7e   | Andre Gasseau    | États-Unis  | Centre         |
| 217 | 7e   | Ty Gallagher     | États-Unis  | Défenseur      |

### 2022
| No  | Tour | Nom             | Nationalité | Position       |
| --- | ---- | --------------- | ----------- | -------------- |
| 54  | 2e   | Matthew Poitras | Canada      | Centre         |
| 117 | 4e   | Cole Spicer     | États-Unis  | Centre         |
| 119 | 4e   | Dans Locmelis   | Lettonie    | Centre         |
| 132 | 5e   | Frédéric Brunet | Canada      | Défenseur      |
| 183 | 6e   | Reid Dyck       | Canada      | Gardien de but |
| 200 | 7e   | Jackson Edward  | Canada      | Défenseur      |

### 2023
| No  | Tour | Nom                  | Nationalité | Position     |
| --- | ---- | -------------------- | ----------- | ------------ |
| 92  | 3e   | Christopher Pelosi   | États-Unis  | Centre       |
| 124 | 4e   | Beckett Hendrickson  | États-Unis  | Centre       |
| 188 | 6e   | Ryan Walsh           | États-Unis  | Centre       |
| 214 | 7e   | Casper Nässén        | Suède       | Ailier droit |
| 220 | 7e   | Kristian Kostadinski | Suède       | Défenseur    |

### 2024
| No  | Tour | Nom                | Nationalité | Position  |
| --- | ---- | ------------------ | ----------- | --------- |
| 25  | 1er  | Dean Letourneau    | Canada      | Centre    |
| 110 | 4e   | Elliott Groenewold | États-Unis  | Défenseur |
| 154 | 5e   | Jonathan Morello   | Canada      | Centre    |
| 186 | 6e   | Loke Johansson     | Suède       | Défenseur |

### 2025
| No  | Tour | Nom               | Nationalité | Position      |
| --- | ---- | ----------------- | ----------- | ------------- |
| 7   | 1er  | James Hagens      | États-Unis  | Centre        |
| 51  | 2e   | William Moore     | Canada      | Centre        |
| 61  | 2e   | Liam Pettersson   | Suède       | Défenseur     |
| 79  | 3e   | Cooper Simpson    | États-Unis  | Ailier gauche |
| 100 | 4e   | Vashek Blanár     | États-Unis  | Défenseur     |
| 133 | 5e   | Cole Chandler     | Canada      | Centre        |
| 165 | 6e   | Kirill Iemelianov | Russie      | Centre        |